# ドウグラス・リカルド・パッケル
パッカーことドウグラス・リカルド・パッケル (Douglas Ricardo Packer, 1987年3月13日 - ) はブラジル連邦共和国サンタカタリーナ州インダイアウ (Indaial) 出身の元サッカー選手。現役時代のポジションはミッドフィールダー（MF）。

## 経歴
2005年8月1日、イパチンガFCと3年契約を結び、プロ選手としてのキャリアをスタートさせる。直後の2005年8月31日、イタリアのユヴェントスと契約。その後の2シーズンは、シエーナへとレンタル移籍。
2006-07シーズン終了後、シエーナが15万ユーロで保有権の半分を購入。セリエC1、ペスカーラへとレンタル移籍した。2009-10シーズンはラヴェンナへレンタル移籍。